# Daniela Hörburger
Daniela Hörburger ist eine frühere deutsche Biathletin.
Daniela Hörburger vom SC Kempten gehörte gegen Ende der 1980er und zu Beginn der 1990er Jahre zum bundesdeutschen Biathlon-Nationalkader. 1989 startete sie in Feistritz an der Drau bei ihren ersten Biathlon-Weltmeisterschaften und wurde 35. des Sprintrennens und gewann mit Inga Kesper, Dorina Pieper und Petra Schaaf hinter der Sowjetunion und Bulgarien die Bronzemedaille im Mannschaftswettkampf. 1990 kam in Minsk ein 22. Platz im Sprint hinzu, im Mannschaftswettbewerb gewann Hörburger mit der Bundesdeutschen Vertretung um Irene Schroll, Kesper und Schaaf hinter der Mannschaft der Sowjetunion die Silbermedaille.

## Biathlon-Weltcup-Platzierungen
Die Tabelle zeigt alle Platzierungen (je nach Austragungsjahr einschließlich Olympische Spiele und Weltmeisterschaften).
- 1.–3. Platz: Anzahl der Podiumsplatzierungen
- Top 10: Anzahl der Platzierungen unter den ersten zehn (einschließlich Podium)
- Punkteränge: Anzahl der Platzierungen innerhalb der Punkteränge (einschließlich Podium und Top 10)
- Starts: Anzahl gelaufener Rennen in der jeweiligen Disziplin

| Platzierung                 | Einzel | Sprint | Verfolgung | Massenstart | Team | Staffel | Gesamt |
| --------------------------- | ------ | ------ | ---------- | ----------- | ---- | ------- | ------ |
| 1. Platz                    |        |        |            |             |      |         |        |
| 2. Platz                    |        |        |            |             | 1    |         | 1      |
| 3. Platz                    |        |        |            |             | 1    |         | 1      |
| Top 10                      |        |        |            |             | 2    |         | 2      |
| Punkteränge                 |        | 1      |            |             | 2    |         | 3      |
| Starts                      |        | 2      |            |             | 2    |         | 4      |
| Stand: Daten nicht komplett |        |        |            |             |      |         |        |